# Pterocerdale insolita
Pterocerdale insolita är en fiskart som beskrevs av Douglass Fielding Hoese och Hiroyuki Motomura 2009. Pterocerdale insolita ingår i släktet Pterocerdale och familjen Microdesmidae. Inga underarter finns listade i Catalogue of Life.